# 琥珀/図鑑
『琥珀/図鑑』（こはく/ずかん）は、日本のバンド・SEKAI NO OWARIのメジャー18作目（通算20作目）のシングル。2025年9月3日にユニバーサルミュージックジャパン内のレーベル・Virgin Musicからリリースされる予定。

## リリース
前作『ターコイズ/サラバ/バタフライエフェクト』から約2年ぶり、両A面シングルとしては『umbrella/Dropout』から約5年ぶりのCDシングル。
本作では『琥珀/図鑑』の通常盤A・初回限定盤A・FC限定15周年SPECIAL盤、『図鑑/琥珀』の通常盤B・初回限定盤Bの計5形態が発売される予定。
| 形態                  | 規格   | 規格品番   |
| --------------------- | ------ | ---------- |
| FC限定15周年SPECIAL盤 | 3CD    | PROV-5048  |
| 初回限定盤A           | CD+DVD | TYCT-39322 |
| 初回限定盤B           | CD+DVD | TYCT-39323 |
| 通常盤A               | CD     | TYCT-30162 |
| 通常盤B               | CD     | TYCT-30163 |

初回限定盤の特典DVDにはそれぞれ初回限定盤Aは『琥珀』、初回限定盤Bは『図鑑』に関連した映像を収録しており、ミュージックビデオやそのメイキング映像、さらに楽曲についてのインタビュー映像が収録され、特別映像としてメンバーが初めての職業を体験する「SEKAI NO OWARI職業図鑑」が収録される予定。また、初回限定盤にはメンバーのイラストと共に各メンバーの特徴について解説された「SEKAI NO OWARIメンバー図鑑」が封入される予定。
FC限定15周年SPECIAL盤はファンクラブ会員のみが購入でき、特典として同年に行われていたファンクラブ会員限定ライブツアー「INSTANT RADIO」Zepp DiverCity公演のライブ音源を2枚組のCDとして収録される。

### ジャケット
各形態でそれぞれジャケットデザインは異なっており、初回限定盤A・通常盤A・配信限定シングル『琥珀』のジャケット写真は、写真家のcherry chill will.がFukaseを撮り下ろした画像となっている。画像でFukaseが手に持っているたばこのようなものは、咳止め薬のネオシーダー。
初回限定盤B・通常盤B・配信限定シングル『図鑑』のジャケット写真は、イラストレーターのHamano Ryokoが手掛けたイラストレーション。歌詞の持つ世界観を存分に表現した鮮やかな作品となっている。
FC限定15周年SPECIAL盤のジャケット写真は、ライブツアー「INSTANT RADIO」のステージセットの一部となっている。

### 購入特典
対象のCDショップとインターネット販売サイトにおいてCDを購入すると、店舗別購入特典が付属する。内容は以下の通り。
- SEKAI NO OWARI Official Store：アクリルキーホルダー
- TOWER RECORDS：スマホサイズステッカー
- HMV：ポストカード
- TSUTAYA RECORDS：ポスター
- Amazon.co.jp：ビジュアルシート
- 楽天ブックス：クリアファイル
- セブンネットショッピング：缶バッジ
- 全国CDショップ・インターネット販売サイト共通特典：ポストカード

### プロモーション
配信限定シングル『琥珀』のリリースを記念して、楽曲のスペシャルサイトや特設TikTokアカウントが公開された。このサイトとアカウントでは、SNSで活躍する動画クリエイターらによる本楽曲を使用したショート動画が掲載されている。
3月31日に発売された音楽雑誌『ROCKIN'ON JAPAN』（2025年5月号）には「琥珀」についての、7月30日に発売された『ROCKIN'ON JAPAN』（2025年7月号）には「図鑑」についてのメンバー4人によるインタビュー記事や、ライターによるディスクレビューが掲載されている。
なお、Saoriは配信限定シングル『琥珀』のリリース期におけるテレビ・ラジオ出演など多くのプロモーションについて、2024年12月に第2子を出産しメンバーからの提案で産休・育休に入っていたため参加を控えた。

### テレビ披露
| 出演日 | 出演日  | 番組名                   | 放送局         | 演奏曲 | 備考                                                       |
| 年     | 月日    | 番組名                   | 放送局         | 演奏曲 | 備考                                                       |
| ------ | ------- | ------------------------ | -------------- | ------ | ---------------------------------------------------------- |
| 2025年 | 3月21日 | ミュージックステーション | テレビ朝日系列 | 琥珀   | Saoriは産休・育休のため出演を控え、Nakajinがピアノを担当。 |
| 2025年 | 3月24日 | CDTVライブ!ライブ!       | TBS系列        | 琥珀   | Saoriは産休・育休のため出演を控え、Nakajinがピアノを担当。 |
| 2025年 | 4月12日 | with MUSIC               | 日本テレビ系列 | 琥珀   | Saoriは産休・育休のため出演を控え、Nakajinがピアノを担当。 |
| 2025年 | 8月16日 | with MUSIC               | 日本テレビ系列 | 図鑑   | 「RPG」「眠り姫」「最高到達点」も併せて披露。              |

## 楽曲解説

### 琥珀
2025年3月12日に通算8作目の配信限定シングルとしてリリースされた楽曲。前作『Romantic』から約10か月ぶりとなる配信限定シングルで、映画『少年と犬』主題歌として書き下ろされた。
Fukaseの友人で、不慮の事故により亡くなった新世界リチウムの元メンバー・千葉龍太郎が、約10年前によくFukaseに聴かせていた未完成の曲に、Fukaseが新たなメロディと歌詞を加えて制作された。
以前からFukaseはこの楽曲を完成させたいと考えており、犬好きだった千葉の人柄もあって「映画の主題歌にふさわしい」と感じ、制作に至った。なお千葉はこの曲をFukase以外の誰にも送っておらず、唯一送られた音源も現在は使用できないアプリを通じて送信されたため再生できなかった。しかし、Fukaseの記憶に強く残っていたメロディーをもとに、楽曲が完成された。
ピアノやオーボエといった楽器で構成された、シンプルなアレンジの楽曲となっている。曲中には「スーパーSaoriタイム」とメンバーも称するSaoriによるピアノのソロパートがあり、このパートはFukaseが思い描いた具体的な描写を「こういう景色がみえるピアノソロを入れて」とSaoriに伝えたことで作られた。
この楽曲の起用にあたり、Fukaseは「この曲は僕の友人との共作です。10年近く前にこの曲のデモを聴かせて貰ってから、誰の手元にもこの音源はなく、僕の頭の中だけに残り続けました。まだ完成していなかったこの曲に新しいメロディをつけて琥珀という名前を付けました」とコメントした。
2025年1月23日、『少年と犬』の主題歌として本楽曲を書き下ろしたことが発表された。同日に公開された予告映像で、楽曲の一部を視聴できる。2月28日、楽曲のリリースまでのスケジュールが発表された。同日より、TikTokにて楽曲の先行公開がスタートしている。
3月4日に放送されたラジオ番組『高橋文哉のオールナイトニッポンX』で楽曲のフルサイズが初公開され、3月5日にはジャケット写真や楽曲のスペシャルサイト、映画『少年と犬』と「琥珀」の特別映像などが公開された。3月8日にはInstagram Liveを通した生配信を実施。リリース当日である、3月12日にはリリースを記念しメンバー4人でのウェブラジオが公式YouTubeチャンネル・Xアカウント・Instagramアカウント・TikTokアカウントにて実施された。
楽曲のミュージックビデオは3月12日に公開された。監督は映画監督の今泉力哉が務め、メンバー4人に加え辻千恵、嶺豪一、柿森まなみが出演している。今泉とのタッグは初めてで、Fukaseはミュージックビデオの公開に際し「個人的にも今泉監督は映画『街の上で』を映画館で3回も見るぐらい好きでご一緒できて光栄でした。」とコメントしている。

### 図鑑
2025年7月16日に通算9作目の配信限定シングルとしてリリースされた楽曲。前作『琥珀』から約4か月ぶりとなる配信限定シングルで、映画『不思議の国でアリスと -Dive in Wonderland-』の主題歌として書き下ろされた。
作詞はSaori、作曲はNakajinが担当した。曲名の『図鑑』は、Saoriが映画の主人公が困難に立ち向かう姿をファンタジックに書こうとした際に、「環境が合ってなくて、生きてるだけで大変な生き物の姿」がたくさん浮かんだことから決められた。
楽曲の制作は2024年10月ごろからスタートした。制作当初、Saoriは第二子の出産直後であり負担を軽減するためメンバーの意向から制作に関わらない予定であったが、育児の合間にNakajinが作ったデモを聞いたときに歌詞を閃いたことで、自ら作詞したいと志願し作詞を担当することとなった。メンバーは歌詞を「新境地」と評し、Saori自身も「新しいものが書けた」「自分が書けなくてもいいという安心感から自由な発想が生まれた」と振り返っている。
Saoriは楽曲の起用にあたって、「どうして自分は上手くできないのだろうと悩みもがく日々が、少しかわいく思える曲になったらいいな、と思っています」とコメントした。
6月4日、『不思議の国でアリスと』の主題歌として本楽曲を書き下ろしたことが発表。同日に公開された映画の予告映像内では楽曲を一部試聴することができた。7月9日、本楽曲が7月16日に配信リリースされることが発表された。さらに、翌日にはリリースに先駆けJ-WAVEで放送されているラジオ番組『STEP ONE』にてこの楽曲のフルバージョンが初解禁された。
楽曲のミュージックビデオは7月16日に公開された。監督は池田大が務め、茨城県の日立市かみね公園内の遊園地で撮影が行われた。映像内ではメンバーらが動物の表現を取り入れたダンスを披露しており、振り付けはChasoが務めている。公開に際し、映像に対するYouTubeのコメントの中でFukaseが気に入ったものから15名の投稿者に映像に登場するしろくま人形のレプリカがプレゼントされる企画が行われた。

## 収録内容
| 全編曲: SEKAI NO OWARI。 |                         |        |                    |
| #                        | タイトル                | 作詞   | 作曲               |
| 1.                       | 「琥珀」                | Fukase | Fukase、千葉龍太郎 |
| 2.                       | 「図鑑」                | Saori  | Nakajin            |
| 3.                       | 「琥珀 (Instrumental)」 |        |                    |
| 4.                       | 「図鑑 (Instrumental)」 |        |                    |

| 全編曲: SEKAI NO OWARI。 |                         |      |            |
| #                        | タイトル                | 作詞 | 作曲・編曲 |
| 1.                       | 「図鑑」                |      |            |
| 2.                       | 「琥珀」                |      |            |
| 3.                       | 「図鑑 (Instrumental)」 |      |            |
| 4.                       | 「琥珀 (Instrumental)」 |      |            |

| #  | タイトル                                         | 作詞 | 作曲・編曲 |
| -- | ------------------------------------------------ | ---- | ---------- |
| 1. | 「琥珀 Music Video」                             |      |            |
| 2. | 「琥珀 Music Video ~Behind the Scenes~」         |      |            |
| 3. | 「琥珀 Interview with Fukase」                   |      |            |
| 4. | 「SEKAI NO OWARI職業図鑑 (Fukase篇、DJ LOVE篇)」 |      |            |

| #  | タイトル                                        | 作詞 | 作曲・編曲 |
| -- | ----------------------------------------------- | ---- | ---------- |
| 1. | 「図鑑 Music Video」                            |      |            |
| 2. | 「図鑑 Music Video ~Behind the Scenes~」        |      |            |
| 3. | 「図鑑 Interview with Nakajin & Saori」         |      |            |
| 4. | 「SEKAI NO OWARI職業図鑑 (Nakajin篇、Saori篇)」 |      |            |

| #   | タイトル               | 作詞 | 作曲・編曲 |
| --- | ---------------------- | ---- | ---------- |
| 1.  | 「周波数」             |      |            |
| 2.  | 「プレゼント」         |      |            |
| 3.  | 「世界平和」           |      |            |
| 4.  | 「不死鳥」             |      |            |
| 5.  | 「PLAY」               |      |            |
| 6.  | 「Romantic」           |      |            |
| 7.  | 「Error」              |      |            |
| 8.  | 「Witch」              |      |            |
| 9.  | 「琥珀」               |      |            |
| 10. | 「Almond Chocolate」   |      |            |
| 11. | 「逆襲のピエロⅡ」      |      |            |
| 12. | 「栞」                 |      |            |
| 13. | 「デッドエンド」       |      |            |
| 14. | 「Fight Music」        |      |            |
| 15. | 「インスタントラジオ」 |      |            |

## チャート成績
| ウィークリーチャート（2025年）     | 最高 順位 |
| ---------------------------------- | --------- |
| Billboard Japan Hot 100            | 63        |
| Billboard Japan Download Songs     | 9         |
| Billboard Japan Hot Shot Songs     | 8         |
| オリコンデジタルシングルランキング | 4         |

| ウィークリーチャート（2025年）     | 最高 順位 |
| ---------------------------------- | --------- |
| Billboard Japan Hot 100            | 71        |
| Billboard Japan Download Songs     | 8         |
| Billboard Japan Hot Animation      | 16        |
| Billboard Japan Hot Shot Songs     | 9         |
| オリコンデジタルシングルランキング | 7         |

| ウィークリーチャート（2025年）    | 最高 順位 |
| --------------------------------- | --------- |
| Billboard Japan Top Singles Sales | TBA       |
| オリコン合算シングルランキング    | TBA       |

| ウィークリーチャート（2025年）    | 最高 順位 |
| --------------------------------- | --------- |
| Billboard Japan Top Singles Sales | TBA       |
| オリコン合算シングルランキング    | TBA       |

## 評価
琥珀
- 音楽ライターの森朋之はリアルサウンドに寄稿したコラム内で、「触れば壊れそうな繊細さと穏やかな温かさを同時に感じさせる旋律、クラシカルな弦楽器を活かしたサウンドメイクのなかで、Fukaseは〈二人で始めた事／今も一人で続けてる〉と歌う。大切な存在との別離を経験したすべての人、「この人と別れたくないな」と思ったことがあるすべての人の心を揺さぶり、優しく肯定してくれる名曲だ」と評した[53]。
- 音楽ライターで編集者の山崎洋一郎は『ROCKIN'ON JAPAN』（2025年5月号）に寄稿したインタビュー記事内で、バンドのバラード曲の中でも「トップクラスの美しさを極めたピアノバラード曲」とし、「淡々としたスローなテンポ感でSaoriのピアノとストリングスが主体となって曲を広げていく王道だけどとてもモダンなサウンドデザインで、演奏はシンプルながら研ぎ澄まされていて、この曲の繊細な美しさをあますところなく表現している」「だからこそ、ストレートでピュアなFukaseのボーカルテイクがふわっと浮き上がるように際立つ。歌に込められたエモーションの確かさが伝わる。」と評した[54]。
- ライターの高橋美穂は音楽雑誌『ROCKIN'ON JAPAN』（2025年5月号）に寄稿したレビュー記事内で「歌とピアノとストリングスが中心の、シンプル且つスケール感のあるバラードに仕上がっている」とし、Saoriのピアノについて「ソロを筆頭に音色が『語って』いて、映画館にマッチするだろうな、と思えるサントラ感がある」と評し、「チャーミングな言葉遣いを挟みつつ、サビに歌われるフレーズが年齢を重ねた大人たちに気づきをくれる」「琥珀色のビールと、《心に溶けてる》大切な思い出を味わいながら聴きたい」と評した[55]。

図鑑
- 音楽ライターの森朋之は、「環境が合ってないところで暮らす生き物たちの姿を通し、環境に抗い自分らしくいられる状況を求め続ける姿を描いている。エキゾチックな寓話性を感じさせるサウンド、牧歌的な懐かしさをたたえたメロディが、シリアスなテーマ性をポップに昇華。一つひとつの言葉を丁寧に紡ぎ、聴く者の感情を解きほぐすようなFukaseのボーカルが心に残る」と評した[56]。
- 音楽ライターで編集者の山崎洋一郎は、「とても優しくてオープンな、そしてストレートな楽曲で、アレンジもオーガニック」「バンドの健全な空気がそのまま楽曲になったような曲」とし、「この世の中を戦いながら生きている人間を「シロクマ」や「ライオン」といった生き物たちに喩えて、ファンタジックでありながら僕たちに生きる力を与えてくれる、そんなポジティブな世界観になっている」と評した[57]。
- 音楽ライターの杉浦美恵は、「とても心が軽やかになる、見事なアンサンブルを響かせる」とし、「閉塞した環境を抜け出して、もっと気持ちよく呼吸のできる場所を目指そうと誘うようなメロディラインも魅力」「ほんとの自分でいられる場所を自由に探そうと、この曲はあたたかく語りかけてくれる」と評した[58]。

## 参加ミュージシャン
- Apple Musicのクレジットに基づいて記載[59][60]。

琥珀
- Fukase：ボーカル
- Saori：ピアノ
- Nakajin：プログラミング、コーラス、ドラム
- 最上峰行：オーボエ
- 佐藤帆乃佳ストリングス：ストリングス

図鑑
- Fukase：ボーカル
- Saori：ピアノ
- Nakajin：プログラミング、コーラス、ベース、アコースティックギター、ウィンドチャイム、マンドリン、ブズーキ、エレクトリックギター
- 多久潤一朗：ティンホイッスル
- 佐藤帆乃佳：バイオリン
- Mike Marrington：ドラム、タンバリン

## 発売・解禁日
| 解禁日 | 解禁日  | 楽曲              | 対象地域 | 発売・発信               | 形態               | 内容               | フル |
| 年     | 月日    | 楽曲              | 対象地域 | 発売・発信               | 形態               | 内容               | フル |
| ------ | ------- | ----------------- | -------- | ------------------------ | ------------------ | ------------------ | ---- |
| 2025年 | 1月23日 | 『琥珀』          | 日本     | 東宝MOVIEチャンネル      | YouTube            | 映画の予告映像     | ✕    |
| 2025年 | 2月28日 | 『琥珀』          | 日本     | Virgin Music             | TikTok             | 一部を先行配信     | ✕    |
| 2025年 | 3月4日  | 『琥珀』          | 日本     | ニッポン放送             | ラジオ放送         | フル尺初解禁       | 〇   |
| 2025年 | 3月12日 | 『琥珀』          | 世界     | Virgin Music             | ストリーミング     | 配信リリース       | 〇   |
| 2025年 | 3月12日 | 『琥珀』          | 世界     | SEKAI NO OWARI           | ミュージックビデオ | 配信リリース       | 〇   |
| 2025年 | 6月4日  | 『図鑑』          | 日本     | SHOCHIKU animeチャンネル | YouTube            | 映画の予告映像     | ✕    |
| 2025年 | 7月10日 | 『図鑑』          | 日本     | J-WAVE                   | ラジオ放送         | フル尺初解禁       | 〇   |
| 2025年 | 7月16日 | 『図鑑』          | 世界     | Virgin Music             | ストリーミング     | 配信リリース       | 〇   |
| 2025年 | 7月16日 | 『図鑑』          | 世界     | SEKAI NO OWARI           | ミュージックビデオ | 配信リリース       | 〇   |
| 2025年 | 9月3日  | 『琥珀』 『図鑑』 | 日本     | Virgin Music             | CDシングル         | フィジカルリリース | 〇   |
| 2025年 | 9月3日  | 『琥珀』 『図鑑』 | 世界     | Virgin Music             | ストリーミング     | フィジカルリリース | 〇   |

## タイアップ
- 映画『少年と犬』主題歌 (#1)
- 映画『不思議の国でアリスと -Dive in Wonderland-』主題歌 (#2)